# Andong
Andong (del coreano: 안동), oficialmente Ciudad de Andong (en coreano: 안동시, Andong-si) es una ciudad en la provincia de Gyeongsang del Norte, en Corea del Sur. Es la ciudad más grande de la zona norte de la provincia, con una población de casi 185.000 habitantes. Su situación geográfica es 36°34′N 128°43′E / 36.567, 128.717. El Río Nakdong fluye a través de la ciudad. Andong es el principal centro mercantil de las zonas agrícolas circundantes.
Desde los años 70, Andong se ha desarrollado muy rápidamente, aunque su población ha descendido en más de 700 habitantes que han emigrado principalmente a Seúl y a otros centros urbanos. A finales de los 90, la ciudad de Andong se ha transformado en un centro turístico y cultural de interés nacional e internacional.
Andong es conocida como un centro de cultura y Folklore. Los alrededores conservan muchas tradiciones antiguas, como el Festival Folklórico de Andong que se celebra anualmente a mediados de octubre. Una de los aspectos más interesantes de estas festividades culturales es la exhibición de máscaras tradicionales de Andong.
La Universidad Nacional de Andong, que es popular por la especialización en la docencia y el estudio del Folklore Coreano se ha beneficiado del desarrollo de la ciudad para crecer rápidamente desde los 70. Otras instituciones remarcables son el Instituto de la Tecnología de la Información de Andong, la Universidad Científica de Andong, y la Universidad Católica Sangji.

## Historia

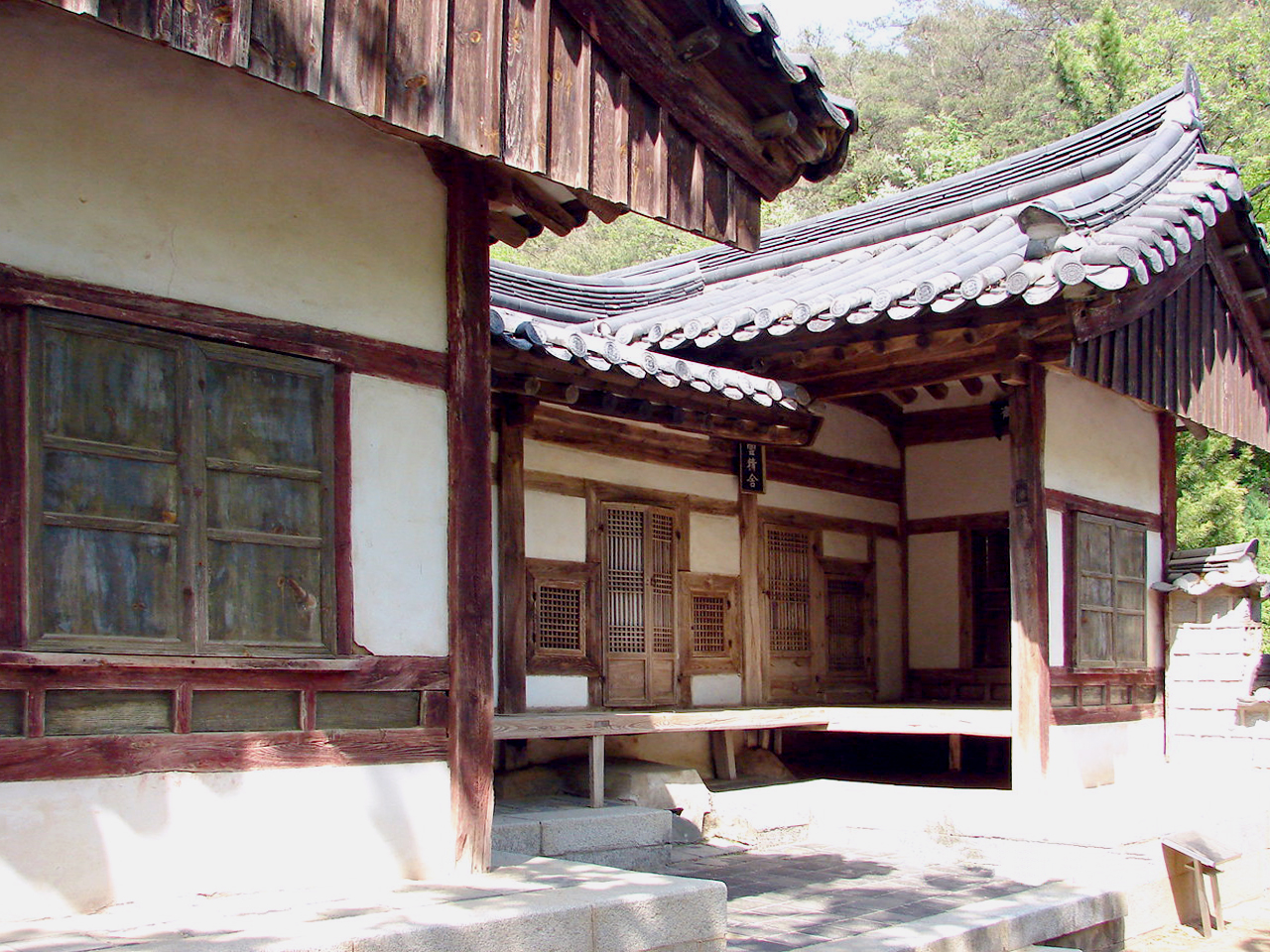
Dosan Seowon.

En el 1 a. C., Andong fue fundada por las gentes de la Confederación Jinhan, bajo el nombre de Gochang. Durante el periodo de los Tres Reinos, la zona fue controlada por el Reino de Silla. La Batalla de Gochang en el 930 tuvo lugar entre las tropas de Hubaekje y el ejército de Goryeo, liderado por Wanggeon, quien se hizo con la ciudad y le dio el actual nombre de Andong.
Tras el ascenso al trono de Corea por parte de la dinastía Joseon, Andong se transformó en el centro Confucionista. Esta fue una época de un conservadurismo extremo, y dio lugar a un gran número de sobresalientes estudiosos confucionistas. Toe-gye Yi Hwang (1501-70), uno de los más prominentes de entre todos los estudiosos coreanos es natural de Andong. Yi Hwang, a finales de su vida, en su retiro a su villa natal, empezó la fundación de la gran academia Confucionista Dosan Seowon en Andong, la cual fue terminada tras su fallecimiento. Durante este periodo, Andong y sus principales familias fueron influyentes dentro de los círculos políticos. Entre otros, podemos encontrar a los clanes Andong Kim, Andong Jo, Andong Kwon and Andong's Pungsan Hong.
Andong se volvió menos influyente desde el siglo XVI hasta principios del XIX, fecha en la que se llevó a cabo una boda de la familia real con un miembro del clan Kim y que derivó en una fuerte influencia en la realeza.
Andong fue escenario de luchas encarnizadas durante la guerra de Corea a principios de los 50. A pesar de que la ciudad fue casi por completo destruida, está fue rápidamente reconstruida. En 1976 se construyó la presa de Andong, proveyendo a la ciudad de una segura y sostenible fuente de electricidad.
En 1999, la Reina Isabel II del Reino Unido celebró su 73 cumpleaños en la ciudad. Existe una exhibición dedicada a esta visita histórica en el Museo de Folklore de la aldea tradicional de Hahoe. El Soju de Andong es considerado uno de los mejores de Corea.

## Gastronomía Local

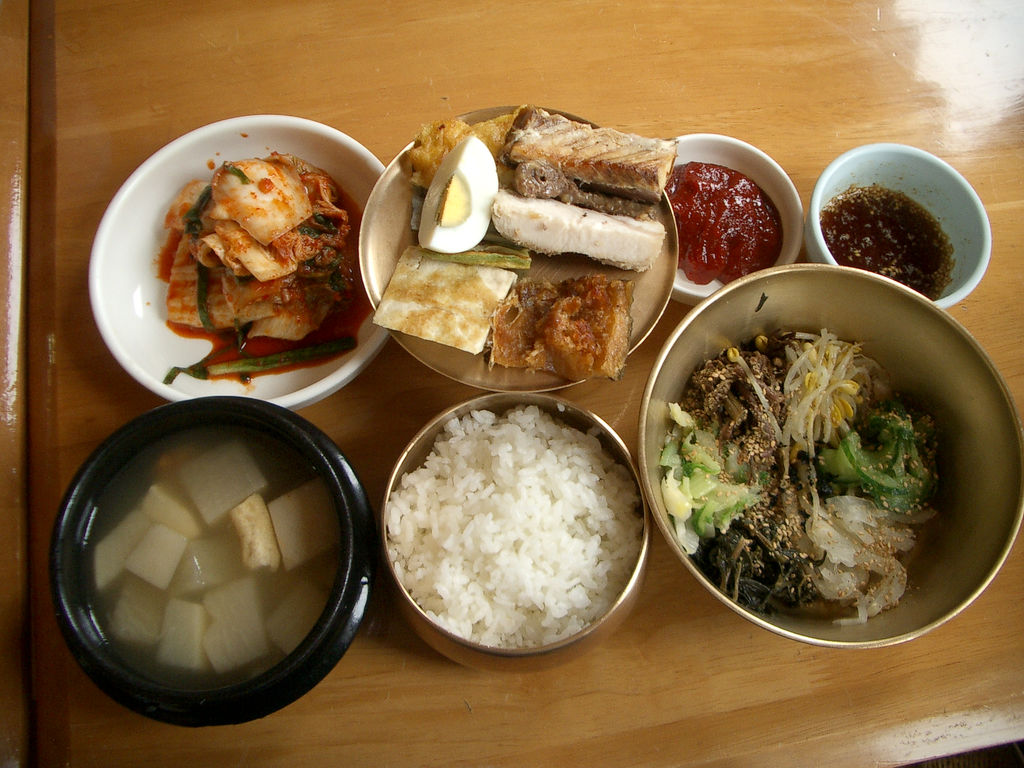
Heotjesabap.

Andong cuenta con numerosas especialidades locales entre los que encontramos Heotjesabap, Andong jjimdak, Soju de Andong (un tipo de vino de arroz), Andong sikhye (un ponche de arroz), Geonjin guksu (un tipo de sopa de tallarines planos).

Heotjesabap es una variedad de bibimbap, servida con salsa de soja (ganjang) en lugar de gochujang (pasta de guindillas picantes) usada como condimento en el bibimbap ordinario. Heotjesa bab consiste en varios tipos de namul (brotes tiernos de verduras) sobre arroz blanco. También se sirve con pescado a la parrilla y jeon (Tortitas Coreanas). El plato es originario de Andong. El término, Heotjesa bap significa literalmente "plato de falso jesa".
(Nota: jesa son ceremonias funerarias conmemorativas y de culto a los ancestros Coreanas.
El Andong jjimdak es una variedad de jjim (platos coreanos cocinados al vapor o hervidos), hecho con pollo, varias verduras marinadas en salsa a base de ganjang (salsa de soja). El nombre significa literalmente "pollo al vapor de Andong." Hay numerosas especulaciones acerca del origen del plato. Unas afirman que este plato es una de las especialidades del próspero pueblo de Andong durante el periodo Joseon, que se preparaba y comía en ocasiones especiales.  Otras sin embargo, mantienen que es durante los años 80 en la Dak golmok (닭골목, literalmente "Avenida del Pollo") del "Mercado Viejo de Andong", los dueños de restaurantes de la misma, crearon un plato que incluía los ingredientes más demandados por los clientes, el actualAndong jjimdak. La más plausible de estas especulaciones es que el plato se creó en la Dak golmok como respuesta ante la rápida expansión de los puestos de pollo frito al estilo occidental que tan populares se habían vuelto en la ciudad.

## Atracciones turísticas en Andong
El pueblo folklórico de Hahoe es posiblemente el pueblo folklórico más importante de toda Corea del Sur. Andong es también cuna de estudios y academias confucionistas durante la Dinastía de Joseon. Dosan Seowon que consagra Yi Hwang, Byeongsan Seowon por Yu Seong-ryong, Imcheon Seowon por Kim Seong-il, Gosan Seowon, Hwacheon Seowon entre otros son ejemplos notables de seowon, o academias confucionistas. Otros lugares de interés turístico son Sisadan, la colonia de artistas Jirye, el templo Bongjeongsa, el Buda Jebiwon de Piedra Andong Icheondong Seokbulsang y muchas otras.

## Clima
| Parámetros climáticos promedio de Andong (1981−2010) | Parámetros climáticos promedio de Andong (1981−2010) | Parámetros climáticos promedio de Andong (1981−2010) | Parámetros climáticos promedio de Andong (1981−2010) | Parámetros climáticos promedio de Andong (1981−2010) | Parámetros climáticos promedio de Andong (1981−2010) | Parámetros climáticos promedio de Andong (1981−2010) | Parámetros climáticos promedio de Andong (1981−2010) | Parámetros climáticos promedio de Andong (1981−2010) | Parámetros climáticos promedio de Andong (1981−2010) | Parámetros climáticos promedio de Andong (1981−2010) | Parámetros climáticos promedio de Andong (1981−2010) | Parámetros climáticos promedio de Andong (1981−2010) | Parámetros climáticos promedio de Andong (1981−2010) |
| Mes                                                  | Ene.                                                 | Feb.                                                 | Mar.                                                 | Abr.                                                 | May.                                                 | Jun.                                                 | Jul.                                                 | Ago.                                                 | Sep.                                                 | Oct.                                                 | Nov.                                                 | Dic.                                                 | Anual                                                |
| ---------------------------------------------------- | ---------------------------------------------------- | ---------------------------------------------------- | ---------------------------------------------------- | ---------------------------------------------------- | ---------------------------------------------------- | ---------------------------------------------------- | ---------------------------------------------------- | ---------------------------------------------------- | ---------------------------------------------------- | ---------------------------------------------------- | ---------------------------------------------------- | ---------------------------------------------------- | ---------------------------------------------------- |
| Temp. máx. media (°C)                                | 3.6                                                  | 6.4                                                  | 11.8                                                 | 19.4                                                 | 24.2                                                 | 27.4                                                 | 29.0                                                 | 29.8                                                 | 25.5                                                 | 20.3                                                 | 12.8                                                 | 6.0                                                  | 18.0                                                 |
| Temp. media (°C)                                     | −2.2                                                 | 0.2                                                  | 5.3                                                  | 12.2                                                 | 17.4                                                 | 21.4                                                 | 24.3                                                 | 24.8                                                 | 19.8                                                 | 13.2                                                 | 6.1                                                  | 0.0                                                  | 11.9                                                 |
| Temp. mín. media (°C)                                | −7.4                                                 | −5.3                                                 | −0.5                                                 | 5.2                                                  | 10.8                                                 | 16.1                                                 | 20.6                                                 | 20.9                                                 | 15.4                                                 | 7.7                                                  | 0.6                                                  | −5.2                                                 | 6.6                                                  |
| Precipitación total (mm)                             | 20.1                                                 | 26.9                                                 | 44.9                                                 | 68.2                                                 | 91.5                                                 | 136.8                                                | 244.3                                                | 217.8                                                | 131.9                                                | 36.9                                                 | 30.6                                                 | 16.6                                                 | 1066.4                                               |
| Días de precipitaciones (≥ 0.1 mm)                   | 5.3                                                  | 5.8                                                  | 7.4                                                  | 7.9                                                  | 9.2                                                  | 10.1                                                 | 14.1                                                 | 13.2                                                 | 9.5                                                  | 5.9                                                  | 6.2                                                  | 5.4                                                  | 100                                                  |
| Horas de sol                                         | 185.4                                                | 183.0                                                | 200.6                                                | 218.7                                                | 224.5                                                | 190.4                                                | 148.9                                                | 167.1                                                | 150.9                                                | 181.7                                                | 164.7                                                | 177.8                                                | 2193.6                                               |
| Humedad relativa (%)                                 | 61.6                                                 | 60.1                                                 | 59.8                                                 | 56.7                                                 | 63.0                                                 | 71.3                                                 | 79.3                                                 | 78.6                                                 | 77.8                                                 | 73.3                                                 | 68.8                                                 | 64.4                                                 | 67.9                                                 |
| Fuente: Korea Meteorological Administration          |                                                      |                                                      |                                                      |                                                      |                                                      |                                                      |                                                      |                                                      |                                                      |                                                      |                                                      |                                                      |                                                      |

## Galería

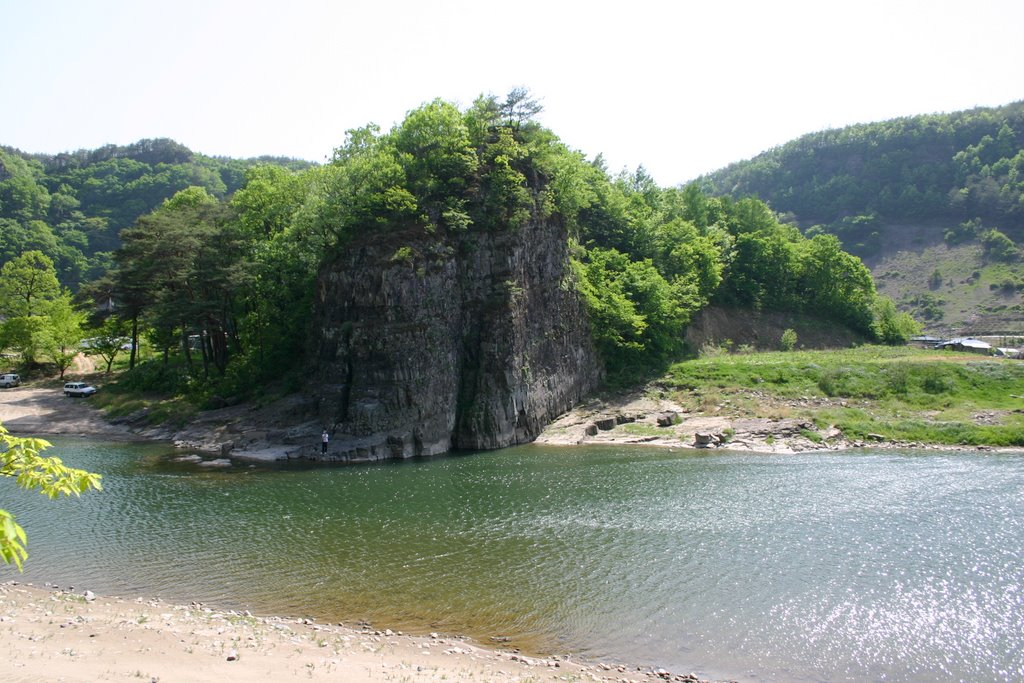
Río Nakdong.
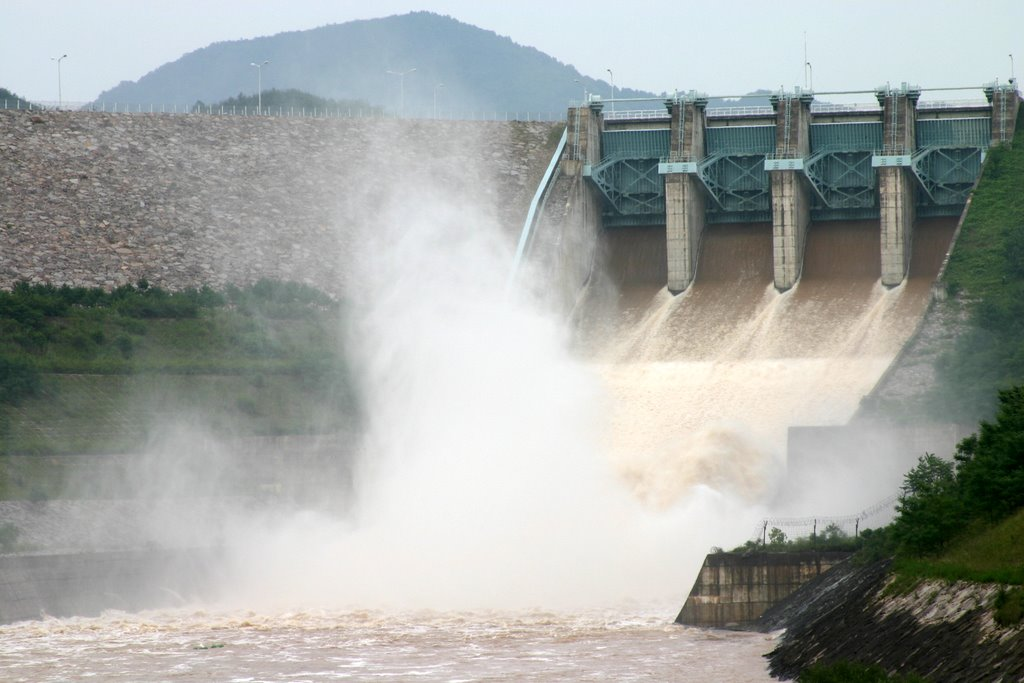
Presa de Andong.
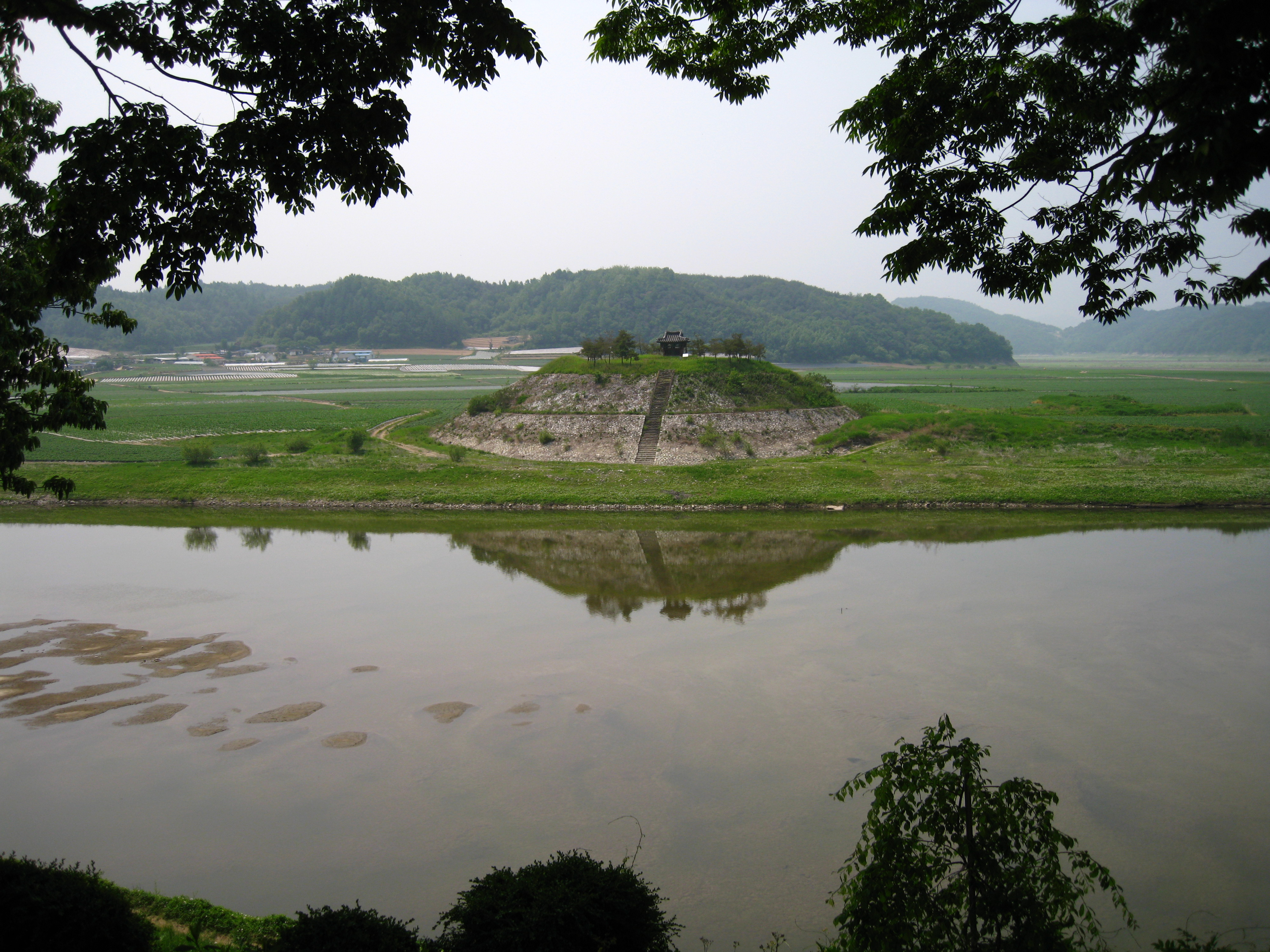
Sisadan.
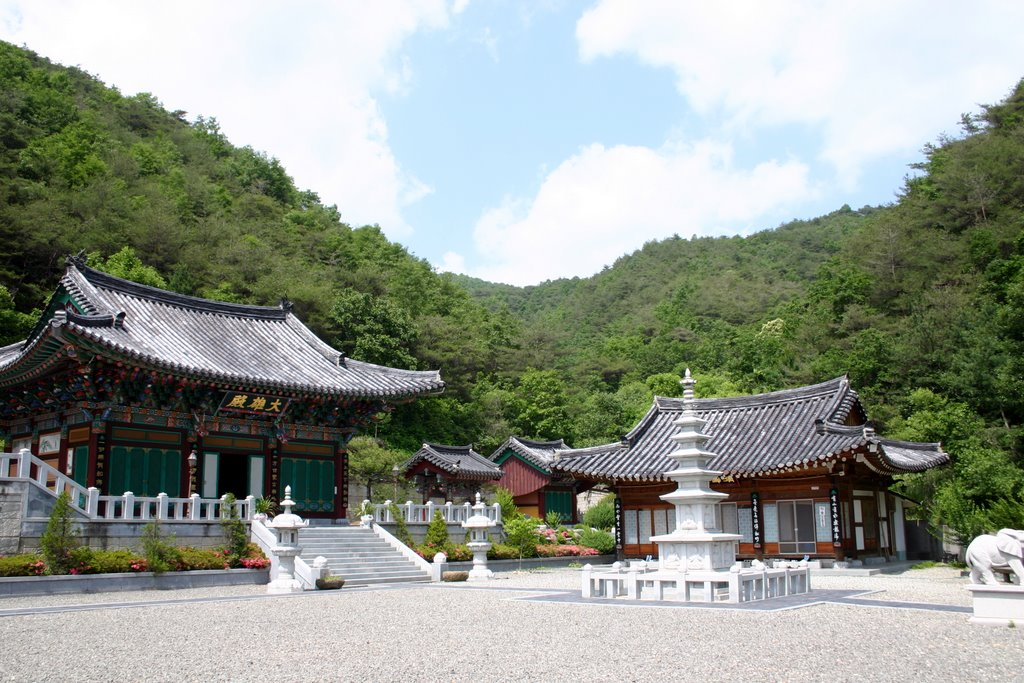
Templo Hongeunsa.
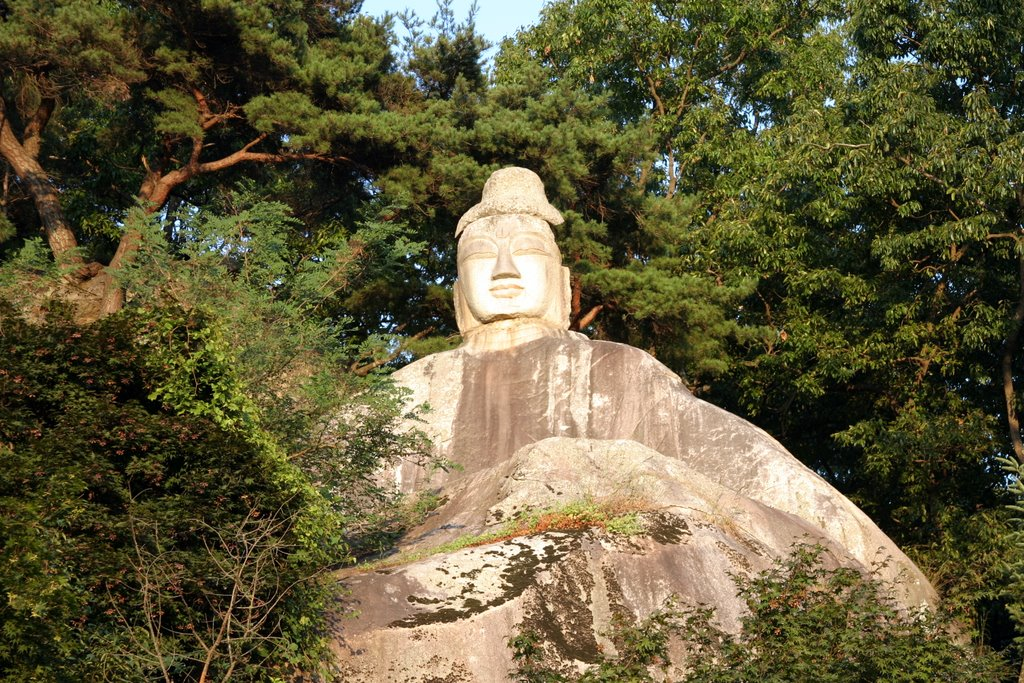
Buda Jebiwon de Piedra cerca de Isongcheon-ri.
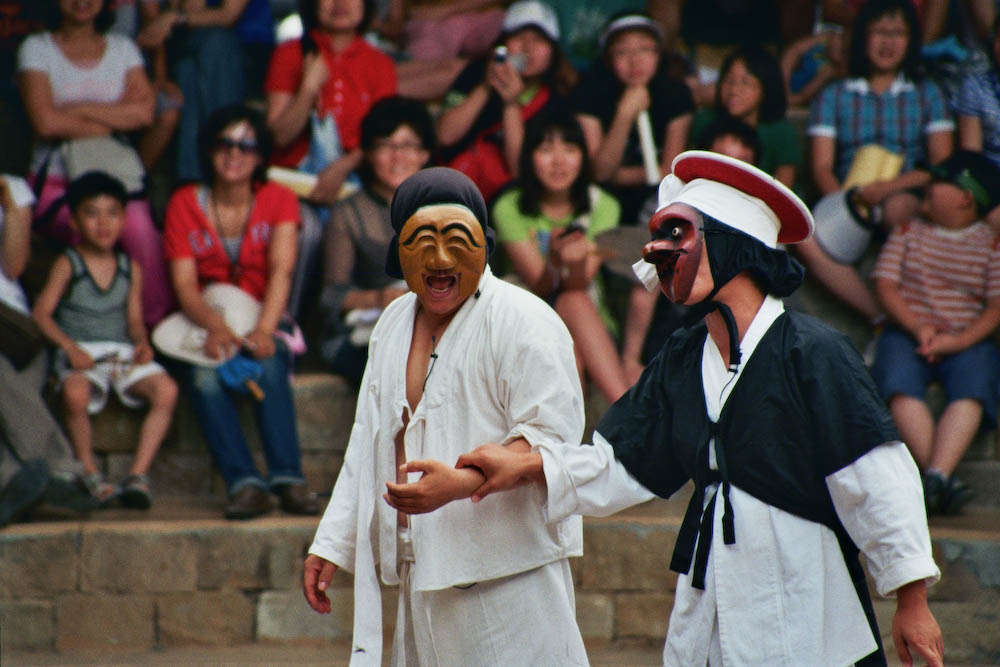
Danza de máscaras tradicional.
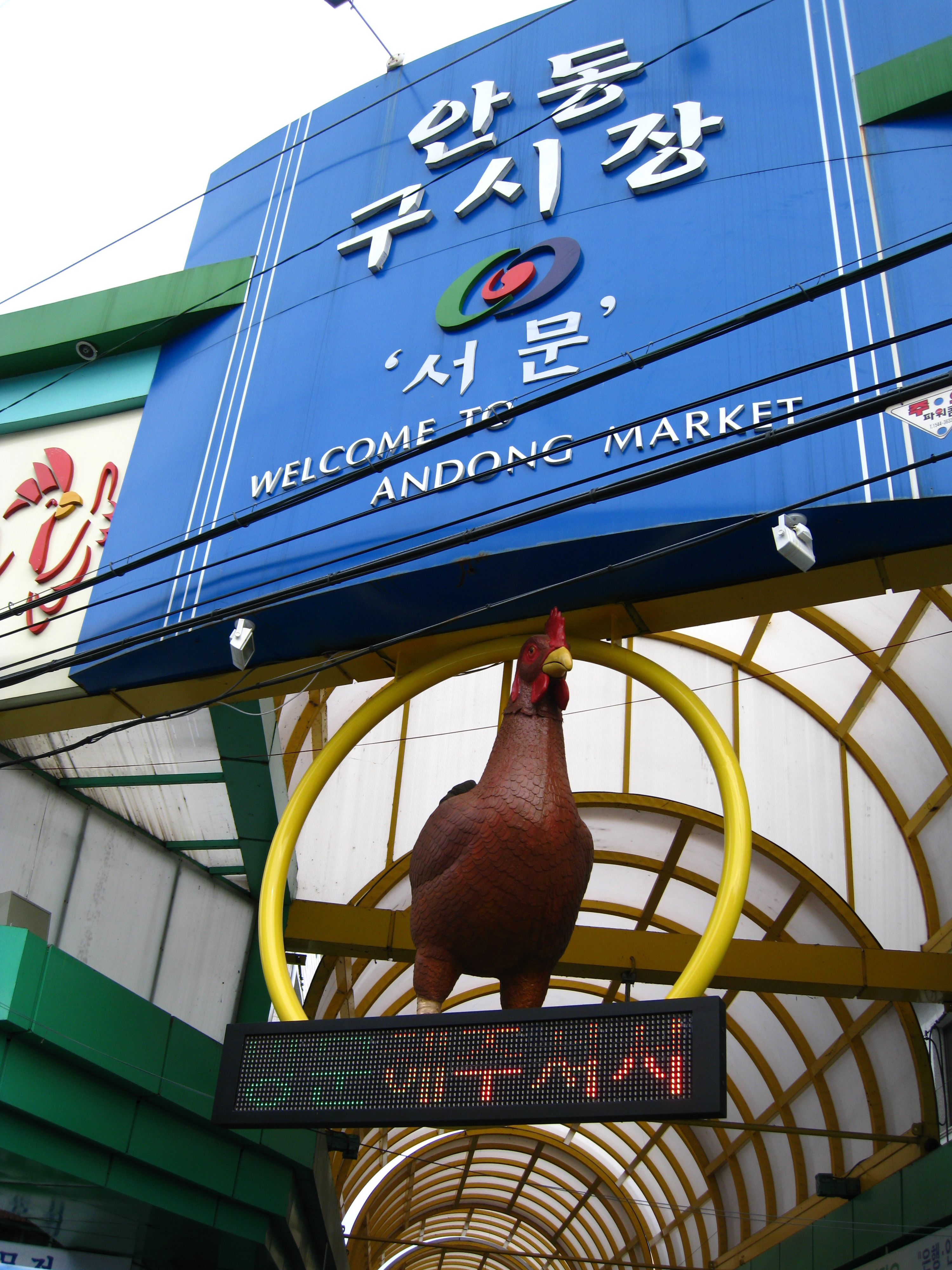
Mercado Andong-Gu.
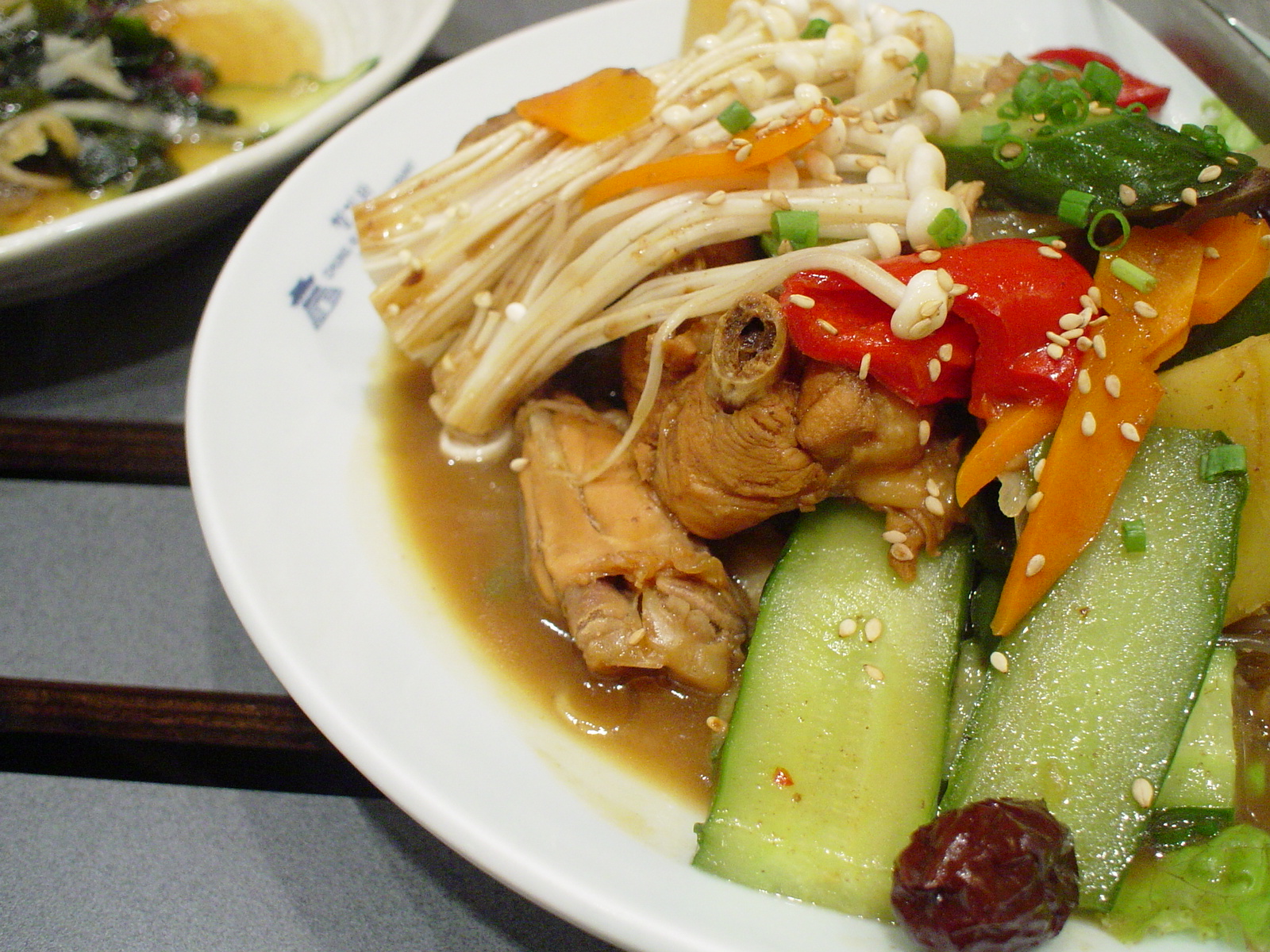
Jjimdak al estilo de Andong.

## Personalidades de Andong
- Cho Yoon-jeong
- Ji Han Jae
- Kim Jin-Kyu